# 任冶湘
任冶湘（1961年—），女，湖南长沙人，中国电影演员，在1980年代曾出演过多部电影。

## 生平
任冶湘1961年出生于湖南省长沙市的一个工人家庭，中学时曾在长沙歌舞团合唱队当业余演员。1976年考入中央戏剧学院儿童班，出演过话剧《屈原》。 
1980年任冶湘出演了首部电影《扬帆》，在其中扮演妹妹郝真。1981年在《乡情》中扮演乡村姑娘田翠翠，该片获得文化部优秀影片奖。
自中央戏剧学院毕业后，任冶湘进入中国儿童艺术剧院，1983年在《青春万岁》中扮演女中学生杨蔷云，该片在1984年苏联第十四届塔什干国际电影节上获得纪念奖。
1983年还曾出演《一路顺风》和《家庭琐事录》等电影。1989年在电视连续剧《平凡的世界》中出演女一号田晓霞。后来，因为健康原因，逐渐淡出影坛，目前在深圳居住。